# Heinrich Konrad Schneider

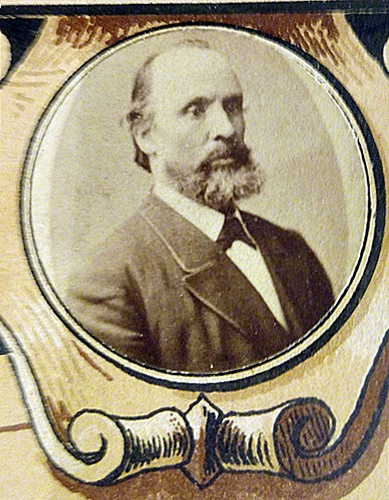
Heinrich Konrad Schneider um 1875

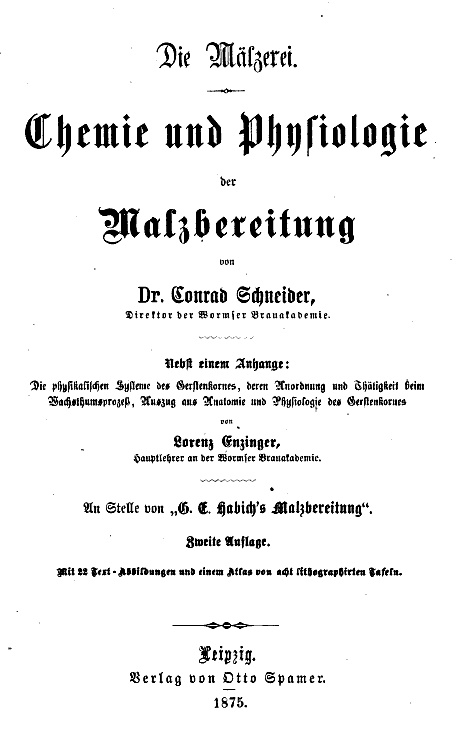
Buchtitelblatt, Fachbuch von Heinrich Konrad Schneider, Gründer und Direktor der Wormser „Akademie für Bierbrauer und Landwirte“

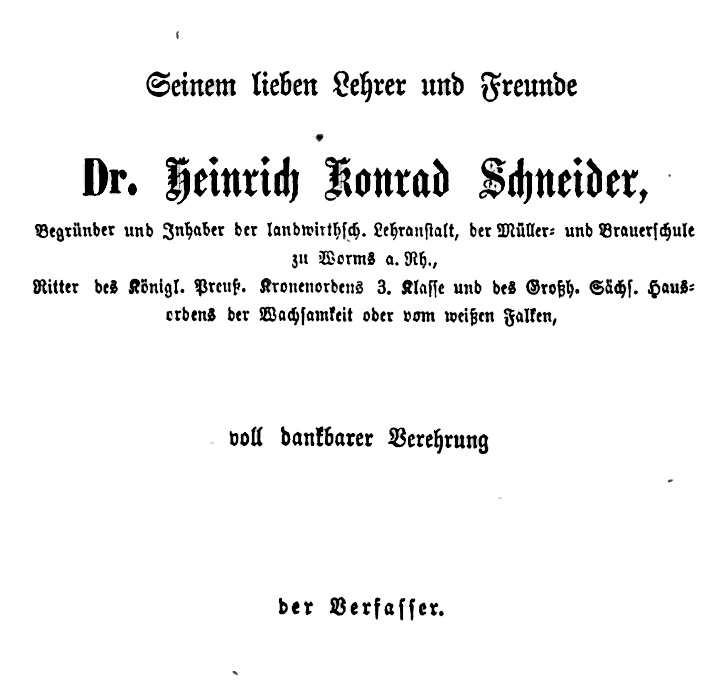
Hermann Franz, Widmung seiner Dissertation (1873) an Heinrich Konrad Schneider

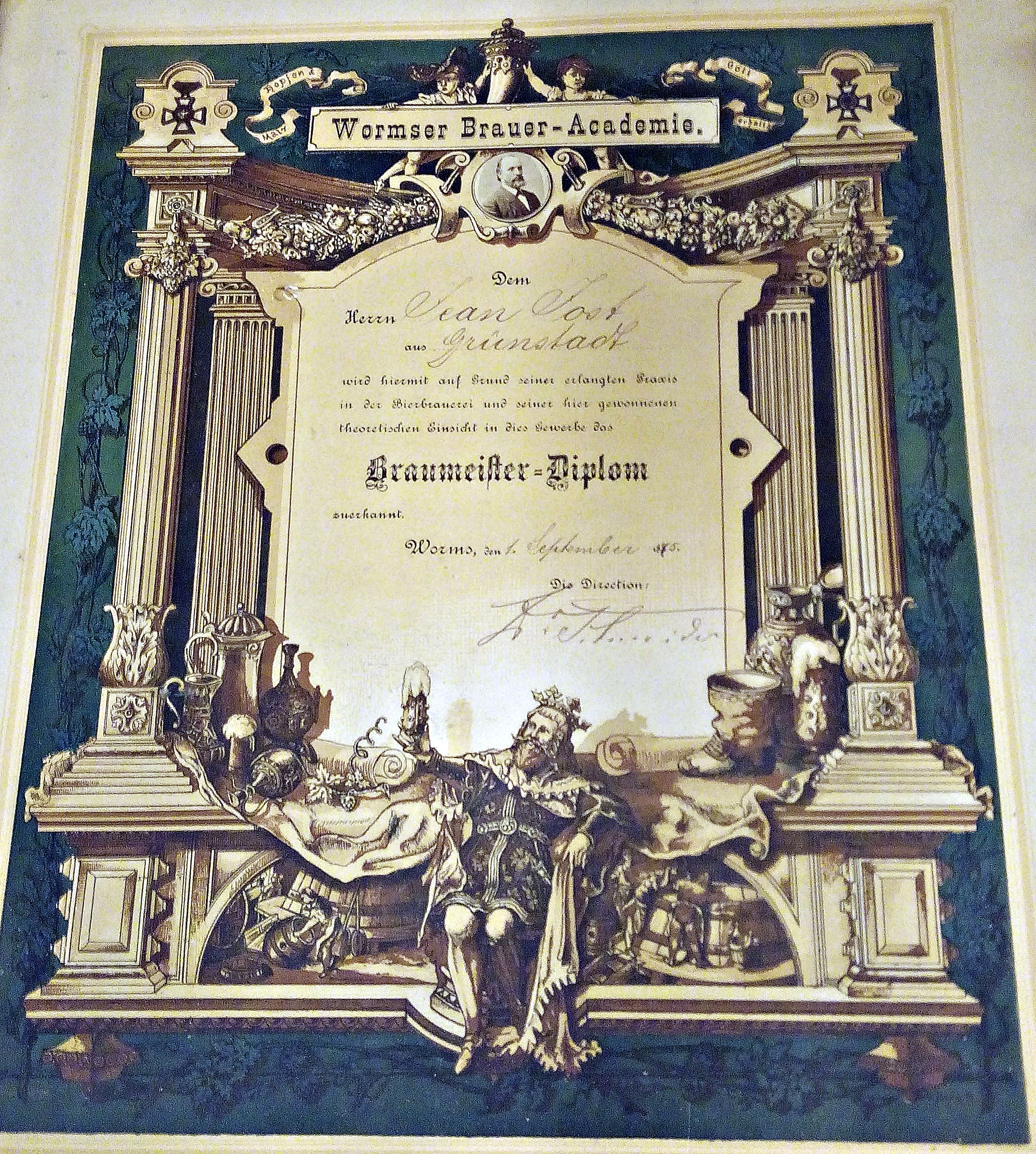
Meisterbrief des Bierbrauers Johannes Jost, Grünstadt, 1875, ausgestellt von der Brauakademie des Heinrich Konrad Schneider in Worms, mit dessen Foto und Unterschrift

Heinrich Konrad Schneider, auch Heinrich Conrad Schneider, (* 25. März 1828 in Trais-Horloff; † 8. November 1898 in Worms) war ein deutscher Pädagoge, Agrarwissenschaftler sowie Gründer und Leiter einer bekannten Landwirtschaftsschule mit angeschlossener Brauakademie.

## Leben
Schneider wurde als Bauernsohn in Oberhessen geboren, besuchte das Schullehrerseminar in Friedberg und wirkte ab 1848 als Lehrer in Nieder-Stoll, wo er sich gleichzeitig auch der Landwirtschaft widmete. Schneider beteiligte sich zudem als Mitarbeiter an der „Allgemeinen Schulzeitung“ in Darmstadt. Von 1852 bis 1854 studierte er Naturwissenschaften an der Universität Gießen, war hier Schüler des renommierten Chemikers Justus von Liebig und promovierte zum Dr. phil., der auch Agrarwissenschaften beinhalten kann.
Danach nahm er wieder seine Lehrtätigkeit auf und unterrichtete zunächst nochmals an der Schule von Nieder-Stoll, dann in Echzell, wo er 1855 auch die „Wetterauer Ackerbauschule“ ins Leben rief, welche 1861 nach Friedberg verlegt wurde.
Noch im gleichen Jahr erhielt Schneider die Versetzung an die Stadtschule von Worms, von wo aus er nebenbei landwirtschaftliche Bildungsvereine initiierte. Als Wanderlehrer führte er 1855/56 und 1856/57 in Osthofen Bildungskurse für erwachsene Landwirte durch, die großen Anklang fanden. 1857 und 1858 erteilte er solche Kurse in mehreren anderen Orten Rheinhessens. Schneider wurde 1858 Lehrer der Naturwissenschaften am Gymnasium Worms, von 1859 bis 1861 an der Realschule Alzey.
Schneider, inzwischen als landwirtschaftlicher Fachmann bekannt und gefragt, entschloss sich dazu, hauptberuflich auf diesem Gebiet zu unterrichten. Er suchte um Entlassung aus dem Staatsdienst nach, die ihm am 7. Juni 1861 gewährt wurde. Schneider ging nach Worms und eröffnete hier 1861, am Lutherplatz 3, eine Ackerbauschule. Da sich die Stadt nicht an der Trägerschaft beteiligen wollte, blieb es eine Privatanstalt. 1867 wurde sie um eine Müllerschule (Südanlage 3) erweitert. Diese übernahm 1877 der bisherige Lehrer Fritz Engel in eigener Regie.
1872 schloss Schneider seiner Lehranstalt eine Brauakademie an, die sehr bekannt wurde und zeitweise über 100 Schüler pro Jahreskurs aufwies. Die Schule hieß von da ab „Akademie für Bierbrauer und Landwirte“. Einer der dortigen Lehrer war Lorenz Adalbert Enzinger, Erfinder des nach ihm benannten Bierfilters. Der Grünstadter Brauereigründer Johannes Jost legte hier 1875 seine Braumeisterprüfung ab.
Schneider publizierte auch Fachartikel und Schriften u. a. 1874 in Leipzig das Buch „Die Mälzerei“, basierend auf dem inzwischen etwas veralteten Standardwerk „Die Malzbereitung“ von Edward Habich. Der Agrarwissenschaftler Hermann Franz besuchte ebenfalls Schneiders Schule und widmete ihm 1873 seine Dissertation „Studien an der Kartoffelknolle: Beitrag zur wissenschaftlichen Begründung einer rationellen Kartoffelcultur“.
Schneider war von 1874 bis zu seinem Tod 1898 auch Stadtverordneter.
Die Schule wurde von seinem Sohn Karl Anton bis ins frühe 20. Jahrhundert weiterbetrieben.

## Auszeichnungen
Heinrich Konrad Schneider besaß folgende Auszeichnungen:
- Ritterkreuz des großherzoglich Sächsischen Hausordens vom Weißen Falken
- Ritterkreuz III. Klasse des Preußischen Kronenordens
- 1886 August 31 – Ritterkreuz I. Klasse des großherzoglich hessischen Verdienstordens Philipps des Großmütigen[7]
- 1898 Mai 21 – großherzoglich hessische Goldene Verdienstmedaille für Wissenschaft, Kunst, Industrie und Landwirtschaft[8][9]